# Carlos Medellín Forero
Carlos José Medellín Forero (Pacho, Cundinamarca, 1928-Bogotá, 6 de noviembre de 1985) fue un poeta, escritor, educador, abogado y jurista colombiano. Murió siendo magistrado de la Corte Suprema de Justicia durante la Toma del Palacio de Justicia realizada por el Movimiento 19 de abril (M-19).

## Biografía
Nacido en Pacho (Cundinamarca). Era hijo de Carlos J. Medellín Aldana, Consejero de Estado y Magistrado de la Corte Suprema de Justicia y de Magdalena Forero de Medellín.  Egresado de la Universidad Externado de Colombia en donde obtuvo el título de doctor en Derecho en 1950 con su tesis de grado “Introducción a la Estética del Derecho”. En 1956 contrajo matrimonio con Susana Becerra Álvarez, de cuya unión nacieron Ángela Medellín Becerra, Carlos Eduardo Medellín Becerra, Jorge Alejandro Medellín Becerra y Silvia Medellín Becerra.
Fundador y primer rector de la Universidad Central, vicerrector de las Universidades Nacional y Externado de Colombia, director de la Asociación Colombiana de Universidades y fundador y rector del Colegio Claustro Moderno. Fundador de la Orquesta Filarmónica de Bogotá.
Fue profesor de Derecho en diferentes universidades y como Magistrado de la Corte Suprema de Justicia, último cargo que desempeñó.
Además fue miembro fundador de la Asociación de Escritores y Artistas de Colombia, de la Academia Hispanoamericana de Letras, la Academia Colombiana de Jurisprudencia, la Comisión de la Unesco en Colombia. Presidente de la Junta Directiva de la Orquesta Sinfónica de Colombia. 
Director de las revistas “Bolívar” (Ministerio de Educación), “Revista Jurídica” (Universidad Nacional), y “Crónica Universitaria” (De la Ascun).Director de Extensión Cultural del Ministerio de Educación Nacional. Director de la Imprenta Nacional. Director ejecutivo de la Asociación Colombiana de Universidades. Rector encargado, secretario académico y miembro del Consejo Directivo de la Universidad Nacional de Colombia. Secretario académico de la Universidad de América. Rector encargado, vicerrector y decano de estudios de la Universidad Externado de Colombia.

## Obras
Poesía
- Poemas (1942).
- Moradas (1951, Premio Espiral de Poesía).
- El Aire y las Colinas (1965).[3]
- Detrás de las Vitrinas (1976).[4]
- Palabras Rescatadas (póstumo, 1993).[5]

Cuento
- El Encuentro y otros cuentos (1982).[6]

Pedagogía
- La Educación Continuada (1978).
- Cuestiones Universitarias (1972).
- Universidad y Estado (1980).
- Papel de las Asociaciones Universitarias (1972).
- Cuestiones Universitarias (1970).
- La Universidad Conflictiva, entre otras cosas (1976).[7]
- Tu Idioma (textos de Español y Literatura para toda la primaria,  1º, 2º, 3º y 4º Bachillerato).
- Instituciones Políticas de Colombia (1962).

Derecho
- Introducción a la estética del derecho (1950)
- Textos y Voces del Derecho Romano (1982).
- Obligaciones Solidarias en el Derecho Romano (1982).
- Lecciones Elementales de Derecho Romano (2015).[5]

## Premios
- Premio Nacional Espiral de Poesía en 1951
- Premio Nacional de Periodismo “Antonio Puerto”
- Medalla Cívica Camilo Torres
- Gran Cruz de Boyacá